# Kirchenbezirk Reutlingen
Der Evangelische Kirchenbezirk Reutlingen ist einer von 43 Kirchenbezirken bzw. Kirchenkreisen der Evangelischen Landeskirche in Württemberg. Sein Gebiet ist deckungsgleich mit dem Dekanat Reutlingen.

## Geographie
Der Kirchenbezirk Reutlingen liegt im Süden der württembergischen Landeskirche. Sein Gebiet umfasst den westlichen Landkreis Reutlingen also die Städte und Gemeinden Eningen unter Achalm, Lichtenstein, Pfullingen, Reutlingen (ohne die Stadtteile Mittelstadt und Reicheneck), St. Johann (nur Ortsteil Ohnastetten), Sonnenbühl, Trochtelfingen und Wannweil, ferner die Städte und Gemeinden Gammertingen, Hettingen, Neufra und Veringenstadt des Landkreises Sigmaringen sowie die Stadtteile Hörschwag, Melchingen, Salmendingen und Stetten u.H. der Stadt Burladingen (Zollernalbkreis).

### Nachbarkirchenbezirke
Der Kirchenbezirk Reutlingen grenzt an folgende Kirchenbezirke (im Uhrzeigersinn beginnend im Nordosten): Bad Urach-Münsingen (Prälatur Reutlingen), Biberach (Prälatur Ulm) sowie Balingen und Tübingen (beide Prälatur Reutlingen).

## Geschichte

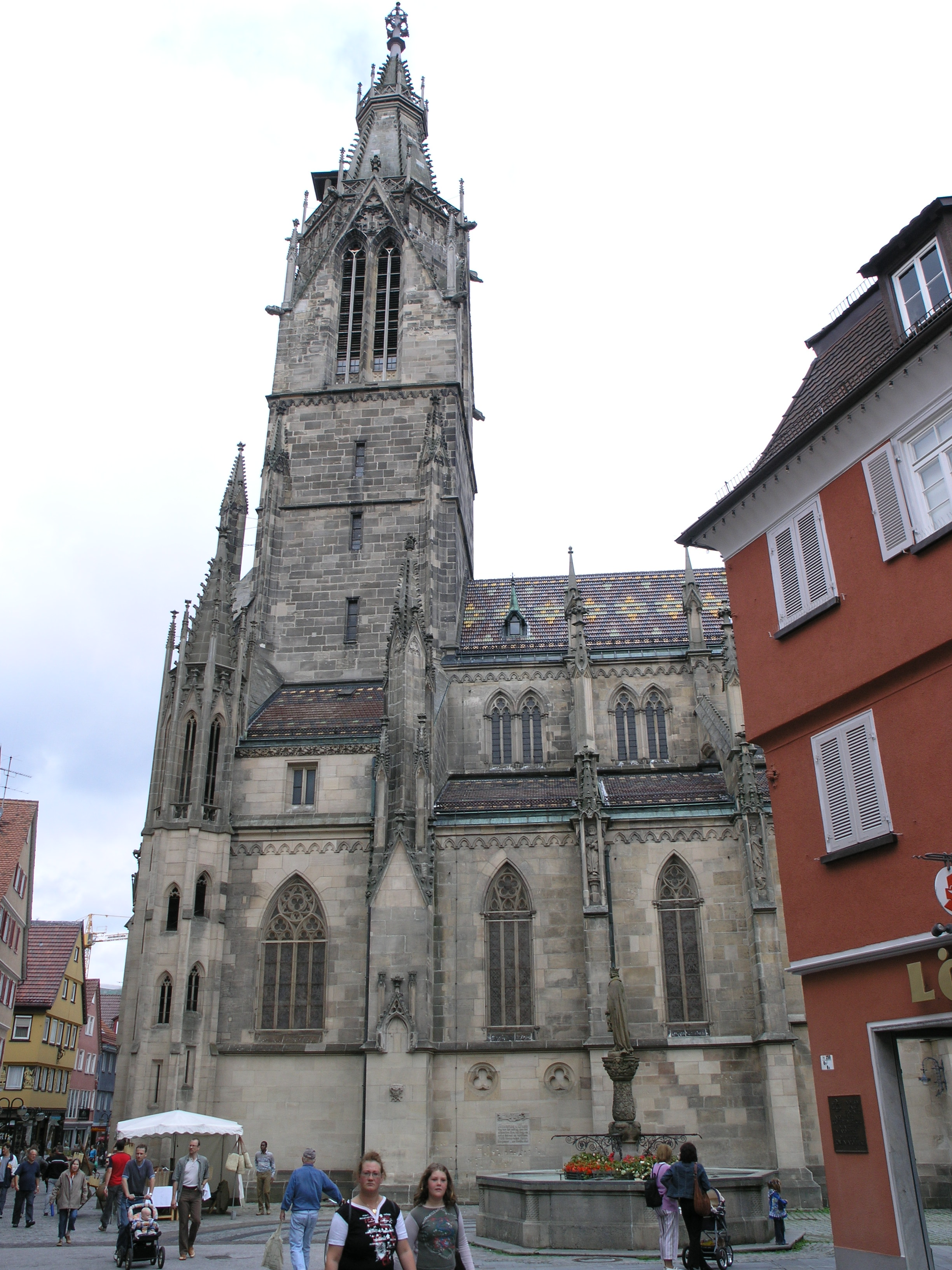
Evangelische Marienkirche Reutlingen

Das Gebiet des heutigen Dekanats bzw. Kirchenbezirks Reutlingen gehört zum Großteil zum Gebiet der früheren Reichsstadt Reutlingen und zu Württemberg, wo ab 1534 die Reformation eingeführt wurde. Das Gebiet ist daher mehrheitlich evangelisch geprägt, und es gibt auch in fast jedem Dorf eine meist alte evangelische Kirche. Der Süden des Kirchenbezirks Reutlingen war ehemals preußisch und gehörte zu den Hohenzollerischen Landen. Dieses Gebiet blieb nach der Reformation katholisch. Hier zogen überwiegend erst seit dem 19. Jahrhundert evangelische Bewohner zu und es wurden evangelische Kirchengemeinden gegründet.
Die Stadt Reutlingen errichtete nach Einführung der Reformation 1555 eine Superintendentur für das Gebiet der Reichsstadt. Die Hauptpredigerstelle der Stadt war an der Marienkirche. Nach dem Übergang an Württemberg 1802 wurde diese in eine württembergische Spezialsuperintendentur bzw. Dekanat umgewandelt und der Stadtpfarrer an der Marienkirche zum württembergischen Dekan ernannt. Das Dekanat gehörte zunächst zum Generalat Bebenhausen, ab 1810 zu Tübingen. 1824 wurde Reutlingen zwar eigenes Generalat, aus dem 1924 die heutige Prälatur hervorging, der Generalsuperintendent hatte jedoch damals noch seinen Sitz in Stuttgart. Erst im 20. Jahrhundert wurde das Amt des Prälaten von Reutlingen auch mit einem Geistlichen vor Ort verbunden. Das württembergische Dekanat Reutlingen umfasste seit seiner Gründung neben ehemals reichsstädtischen auch alt-württembergische Kirchengemeinden, die zuvor zum 1711 gegründeten Dekanat Pfullingen gehörten. 1817 wurde das Dekanat Pfullingen aufgelöst und seine Gemeinden überwiegend dem Dekanat Reutlingen zugeordnet, lediglich Pliezhausen und Sondelfingen kamen zunächst zum Dekanat Urach. Während Sondelfingen dann später ebenfalls zum Dekanat Reutlingen kam, wurde Pliezhausen dem Dekanat Tübingen angegliedert. 1842 wurde das Dekanat Reutlingen um Eningen erweitert.
Infolge der Auflösung einiger Kreise bzw. Oberämter in Württemberg 1939 wurden auch die kirchlichen Verwaltungsbezirke teilweise neu gegliedert. So wurden mit Wirkung vom 1. April 1939 die Kirchengemeinden Degerschlacht, Sickenhausen, Gönningen, Oferdingen, Altenburg und Rommelsbach vom Kirchenbezirk Tübingen sowie Ohnastetten und Sondelfingen vom Kirchenbezirk Bad Urach in den Kirchenbezirk Reutlingen umgegliedert. Am 1. April 1950 wurde dann die ehemals preußische Kirchengemeinde Gammertingen, die bis dahin zum Kirchenkreis der hohenzollerischen Lande gehörte, ebenfalls dem Kirchenbezirk Reutlingen angeschlossen. Mit Wirkung vom 1. Januar 2002 wechselten schließlich die bis dahin zum Kirchenbezirk Reutlingen gehörigen Kirchengemeinden Gomaringen und Stockach (letztere war erst 1983 von der damals aufgelösten Gesamtkirchengemeinde Dußlingen im Kirchenbezirk Tübingen abgetrennt und dem Kirchenbezirk Reutlingen zugeordnet worden) auf eigenen Wunsch in den Kirchenbezirk Tübingen. Ebenfalls zum 1. Januar 2002 wurde die Kirchengemeinde Burladingen vom Kirchenbezirk Reutlingen in den Kirchenbezirk Balingen umgegliedert.

## Leitung des Kirchenbezirks
Die Leitung des Kirchenbezirks obliegt der Bezirkssynode, dem Kirchenbezirksausschuss (KBA) und dem Dekan. Derzeitiger Dekan ist seit 29. März 2015 Marcus Keinath, zugleich Geschäftsführender Pfarrer der Gesamtkirchengemeinde Reutlingen und Pfarrer an der Marienkirche Reutlingen.

### Dekane des Kirchenbezirks Reutlingen seit 1802
- 1802–1810: Johann Heinrich Keller; bereits seit 1789 Stadtpfarrer in Reutlingen
- 1810: David Friedrich Cless
- 1810–1818: Karl Philipp Friedrich Kurrer
- 1818–1832: Christian Friedrich Eisenlohr
- 1832–1839: Karl August von Faber
- 1839–1840: Friedrich Wilhelm Gess
- 1840–1858: Bernhard Friedrich Baumeister
- 1858–1873: Karl von Beck (1818–1886)
- 1873–1887: Karl Ludwig Kalchreuter (1827–1889)
- 1887–1890: Gustav Adolf Schirm
- 1891–1896: Theodor Georg Albert Herzog (1840–1896)
- 1897–1905: Eduard Hermann Ströle
- 1905–1910: Johannes Kopp (1847–1911)
- 1910–1913: Wilhelm August von Stahlecker (1851–1931)
- 1913–1920: Gotthilf Herzog (1858–1923)
- 1920–1927: Theophil Wurm (1868–1953)
- 1927–1940: Immanuel Friz
- 1940–1954: Friedrich Keppler
- 1954–1968: Reinhard Macholz
- 1968–1980: Christoph Duncker (1914–1998)
- 1980–1989: Hartmut Heinrici (* 1921)
- 1989–1999: Gottfried Dinkelaker (* 1937)
- 1999–2014:  Jürgen Mohr (* 1949)
- seit 2015: Marcus Keinath

### Dekane des ehemaligen Kirchenbezirks Pfullingen
- 1711–1734: Johann Georg Wislicen; ab 1706 der 11. Pfarrer in Pfullingen seit Einführung der Reformation
- 1734–1751: Georg Michael Seeger
- 1751–1754: Wolfgang Ludwig Ziegler († 9. Dezember 1754)
- 1755–1762: Philipp Heinrich Lang
- 1762–1775: Christian Ludwig Neuffer
- 1775–1793: Gottlob Immanuel Siegfried Mezger († 9. Februar 1793)
- 1793–1808: Nathanael Köstlin
- 1808–1817: Sixt Jakob Kapff

Das Dekanat Pfullingen wurde 1817 mit dem Reutlinger Dekanat vereinigt.

## Kirchengemeinden
Im Kirchenbezirk Reutlingen gibt es insgesamt 30 Kirchengemeinden, von denen sich 11 zu insgesamt drei Gesamtkirchengemeinden zusammengeschlossen haben, bleiben aber weiterhin eigenständige Körperschaften des öffentlichen Rechts. Die jeweils in Klammern hinter dem Namen der Kirchengemeinde angegebenen Gemeindegliederzahlen beziehen sich auf Dezember 2017 und sind leicht gerundet.
Das Gebiet des Kirchenbezirks Reutlingen ist im Norden überwiegend evangelisch, im Süden jedoch überwiegend katholisch geprägt. Alte evangelische Kirchen bzw. Kirchengemeinden gibt es daher nur in den Orten, die schon früh die Reformation eingeführt haben, also überwiegend im reichsstädtischen Gebiet Reutlingen und im altwürttembergischen Teil. In den mehrheitlich katholischen Orten des Fürstentums Fürstenberg, das seit 1806 zu Preußens (hohenzollerische Lande) gehörte, zogen evangelische Bewohner erst seit dem 19. Jahrhundert bzw. nach dem Zweiten Weltkrieg zu, so dass es dort meist jüngere evangelische Kirchengemeinden gibt.

### Altenburg
Die Kirchengemeinde Altenburg (820) umfasst den Stadtteil Altenburg der Stadt Reutlingen. Kirchlich gehörte Altenburg zunächst zu Oferdingen. Eine Nikolauskapelle wurde aber bereits um 1070 erwähnt. Erst 1844 wurde in Altenburg eine Pfarrverweserei, 1896 eine Pfarrei errichtet. Die Kirche hat noch romanische Bauteile, wurde aber 1654 barockisiert und 1950/51 nach Osten verlängert. Bis 1939 gehörte die Kirchengemeinde Altenburg zum Kirchenbezirk Tübingen. Mit Wirkung vom 1. April 1939 wurde sie in den Kirchenbezirk Reutlingen umgegliedert.

### Bronnweiler
Die Kirchengemeinde Bronnweiler (550) umfasst den Stadtteil Bronnweiler der Stadt Reutlingen. Eine Kirche aus Holz ist in Bronnweiler bereits im 8. Jahrhundert durch Grabungen nachweisbar. Sie wurde im 9. Jahrhundert durch einen Steinbau ersetzt. Erstmals erwähnt ist eine Kirche aber erst um 1100, als die Herren von Hugenberg auf dem Burgstall eine Marienkirche als Grablege für ihr Geschlecht erbauten. 1432 wird diese Kirche als Wallfahrtskirche bezeichnet. 1437 wurde Bronnweiler und der aufgegangene Weiler Hugenberg durch Reutlingen erworben, das 1524 die Reformation einführte. Der romanische Kirchenbau aus dem 12. Jahrhundert ist in der heutigen Pfarrkirche teilweise noch erhalten. Der Chor und der Turm wurden 1415 durch die Reutlinger Marienkirchenbauhütte erbaut. 1968 wurde die Kirche grundlegend renoviert. Das Chorgestühl stammt noch aus dem 15. Jahrhundert.

### Degerschlacht-Sickenhausen
Die Kirchengemeinde Degerschlacht (1040) umfasste den Stadtteil Degerschlacht der Stadt Reutlingen. Degerschlacht war zunächst Filialort der Pfarrkirche St. Peter in den Weiden, nach der Reformation der Katharinenkirche in Reutlingen. 1679 erwarb Württemberg das Patronatsrecht der Kirche und richtete eine eigene Pfarrei in Degerschlacht zusammen mit dem benachbarten Sickenhausen ein. Die ursprünglich gotische Kirche St. Petrus Degerschlacht wurde 1681 verändert und im 18. und 19. Jahrhundert nochmals umgebaut.
Bis 1939 gehörte die Kirchengemeinde Degerschlacht zum Kirchenbezirk Tübingen. Mit Wirkung vom 1. April 1939 wurde sie gemeinsam mit Sickenhausen in den Kirchenbezirk Reutlingen umgegliedert.
Die Kirchengemeinde Sickenhausen (960) umfasste den Stadtteil Sickenhausen der Stadt Reutlingen. Sickenahausen war mit Degerschlacht zunächst Filialort der Reutlinger Pfarrkirche St. Peter in den Weiden, nach der Reformation der Katharinenkirche in Reutlingen. 1679 erwarb Württemberg das Patronatsrecht und richtete eine eigene Pfarrei in Degerschlacht zusammen mit dem benachbarten Sickenhausen ein. In Sickenhausen stand ursprünglich eine gotische Kapelle, die zu einer Kirche erweitert wurde. Das Schiff wurde 1676 erbaut. 1978 wurde sie durch einen modernen Kirchenbau mit dem Namen „Pauluskirche“ ersetzt.

### Eningen unter Achalm
Die Kirchengemeinde Eningen unter Achalm (4440) umfasst die Gemeinde Eningen unter Achalm, ohne die Staatsdomäne Oberer Lindenhof, die durch Bekanntmachung des Oberkirchenrats vom 11. Dezember 1946 von der Kirchengemeinde Eningen unter Achalm in die Kirchengemeinde Würtingen (Kirchenbezirk Bad Urach) umgegliedert wurde.
Eine Kirche St. Andreas wird in Eningen im 11. Jahrhundert erwähnt. Das Patronat hatten die Grafen von Achalm und Urach. Im 14. Jahrhundert erwarb Württemberg die Rechte. Graf Eberhard übertrug 1477 die Pfründe der Pfarrei der Universität Tübingen. 1534 führte Württemberg die Reformation ein. Die spätere Kirche wurde 1528 im spätgotischen Stil neu erbaut. Sie wurde 1930 durch den heutigen Bau ersetzt. Dabei wurden Teile des Vorgängerbaus verwendet. Heute gibt es in Eningen unter Achalm zwei Pfarrbezirke. Die Zukunft des 1975 errichteten Johanneshauses ist ungewiss.

### Verbundkirchengemeinde Gammertingen-Trochtelfingen
Die Verbundkirchengemeinde Gammertingen-Trochtelfingen ist ein Zusammenschluss der selbständigen Gemeinden Gammertingen, Hausen an der Lauchert, Mägerkingen und Trochtelfingen Christuskirche.

#### Gammertingen
Die Kirchengemeinde Gammertingen (2100) umfasst die Stadt Gammertingen, die Stadt Hettingen, die Gemeinde Neufra und die Stadt Veringenstadt im Landkreis Sigmaringen. Das gesamte Gebiet dieser Städte und Gemeinden gehörte bis 1806 zum Fürstentum Fürstenberg, das nach der Reformation katholisch blieb. Seit 1806 gehörte das Gebiet zum Fürstentum Hohenzollern-Sigmaringen. Vereinzelt zogen dann auch evangelische Bewohner zu. Bereits 1851 wurde in Gammertingen eine eigene Kirchengemeinde gegründet, die zunächst zum Kirchenkreis der hohenzollerischen Lande der Evangelischen Kirche der altpreußischen Union gehörte.
In den evangelischen Gemeinden in Hohenzollern hat die altpreußische Gottesdienstform auf Wunsch der Gemeinden auch weiterhin Bestand.
Ihr wurden auch alle evangelischen Bewohner des Umlandes, die zum Großteil erst nach dem Zweiten Weltkrieg zuzogen, zugeordnet, bevor durch Bekanntmachung des Oberkirchenrats vom 4. Januar 1968 für die Orte Burladingen, Gauselfingen, Ringingen und Neufra die selbständige Kirchengemeinde Burladingen (seit 1. Januar 2002 zum Kirchenbezirk Balingen gehörig) gebildet wurde. Das Kultusministerium hatte die Kirchengemeinde Burladingen mit Schreiben vom 25. April 1967 als Körperschaft des öffentlichen Rechts anerkannt. Durch Bekanntmachung vom 13. Februar 1974 wurde Neufra von der Kirchengemeinde Burladingen gelöst und wieder der Kirchengemeinde Gammertingen zugeordnet. Bereits 1891 wurde in Gammertingen eine eigene Pfarrei errichtet und 1957 auch eine Kirche erbaut.
Durch Vertrag der Evangelischen Kirche der altpreußischen Union mit der Evangelischen Landeskirche in Württemberg wurde die Kirchengemeinde Gammertingen mit vier anderen preußischen evangelischen Kirchengemeinden mit Wirkung vom 1. April 1950 in die württembergische Landeskirche umgegliedert und dem Kirchenbezirk Reutlingen zugeordnet. Dabei wurden folgende bis dahin zur Kirchengemeinde Gammertingen gehörigen Orte von der Kirchengemeinde Gammertingen gelöst und benachbarten Kirchengemeinden zugeordnet: Harthausen auf der Scheer und Benzingen zu Winterlingen (Kirchenbezirk Balingen), Melchingen und Salmendingen zu Willmandingen (siehe unten), Steinhilben und Trochtelfingen mit Haid zu Mägerkingen (siehe unten), Hörschwag zu Hausen an der Lauchert (siehe unten) und Stetten unter Holstein zu Erpfingen (siehe oben).
Der heutige Gammertinger Stadtteil Bronnen wurde erst durch Bekanntmachung des Oberkirchenrats vom 16. November 1962 von der Kirchengemeinde Mägerkingen der Kirchengemeinde Gammertingen zugeordnet. Bis 1989 gehörte auch der Ortsteil Hochberg der Gemeinde Bingen zur Kirchengemeinde Gammertingen, bevor dieser der Kirchengemeinde Sigmaringen, Kirchenbezirk Balingen, zugeordnet wurde.

#### Hausen an der Lauchert
Die Kirchengemeinde Hausen an der Lauchert (160) umfasst den Stadtteil Hausen an der Lauchert der Stadt Trochtelfingen und den Stadtteil Hörschwag der Stadt Burladingen. Eine Kirche und Pfarrei wurde 1275 erstmals erwähnt. 1555 wird die Kirche St. Gallus genannt. Das Patronat hatte das Kloster St. Gallen. 1534 wurde die Reformation eingeführt. Die im Kern romanische Chorturmanlage wurde Anfang des 18. Jahrhunderts barockisiert und 1790/91 erneut umgebaut. 1962 wurde die Kirche renoviert. Seit 1900 wurde die Kirchengemeinde Hausen an der Lauchert von der Pfarrei Erpfingen, später vom Pfarramt Mägerkingen betreut.
Hörschwag blieb nach der Reformation katholisch. Überwiegend erst nach dem Zweiten Weltkrieg zogen auch evangelische Bewohner zu. Sie wurden zunächst der Kirchengemeinde Gammertingen zugeordnet. Diese wurde mit anderen ehemals preußischen Kirchengemeinden mit Wirkung vom 1. April 1951 von der Evangelischen Kirche der Altpreußischen Union in die württembergische Landeskirche umgegliedert. In diesem Zusammenhang wurde Hörschwag von der Kirchengemeinde Gammertingen getrennt und der Kirchengemeinde Hausen an der Lauchert zugeordnet.
Die Gesamtkirchengemeinde Trochtelfingen (2130) umfasst die Kernstadt und die Stadtteile Mägerkingen und Steinhilben der Stadt Trochtelfingen. Der Stadtteil Wilsingen gehört zur Kirchengemeinde Ödenwaldstetten (Kirchenbezirk Münsingen). Die Gesamtkirchengemeinde Trochtelfingen wurde mit Wirkung vom 11. November 2007 gebildet, als die Kirchengemeinde Mägerkingen aufgeteilt wurde in die Kirchengemeinde Mägerkingen und die Christuskirchengemeinde Trochtelfingen, zugleich beide aber in der neu gebildeten Gesamtkirchengemeinde zusammengeschlossen wurden. Das Ministerium für Kultus, Jugend und Sport Baden-Württemberg hat die Gesamtkirchengemeinde Trochtelfingen sowie deren beiden Teilkirchengemeinden, Christuskirchengemeinde Trochtelfingen und Kirchengemeinde Mägerkingen, als Körperschaften des öffentlichen Rechts anerkannt.

#### Mägerkingen
Die Kirchengemeinde Mägerkingen (840) umfasst den Stadtteil Mägerkingen der Stadt Trochtelfingen. Eine Kirche und Pfarrei wurde in Mägerkingen 1275 erstmals erwähnt. Die Patronat der später als St. Blasiuskirche bekannten Kirche unterstand Württemberg, das 1534 die Reformation einführte. Das Langhaus der Kirche wurde 1777 neu erbaut, der Turm ist älter und erhielt 1905 seine markante Zwiebelhaube.
Bis 1962 gehörte auch der heutige Gammertinger Stadtteil Bronnen zur Kirchengemeinde Mägerkingen. Durch Bekanntmachung des Oberkirchenrats vom 16. November 1962 wurde dieser jedoch der Kirchengemeinde Gammertingen zugeordnet.
Bis 2007 gehörten auch die überwiegend erst nach dem Zweiten Weltkrieg zugezogenen evangelischen Bewohner in der Kernstadt Trochtelfingen und in Steinhilben zur Kirchengemeinde Mägerkingen, bevor mit Wirkung vom 11. November 2007 in Trochtelfingen für die Kernstadt Trochtelfingen mit Haid und den Stadtteil Steinhilben die selbständige Christuskirchengemeinde Trochtelfingen gebildet wurde, die seither mit der Kirchengemeinde Mägerkingen die Gesamtkirchengemeinde Trochtelfingen bildete.

#### Christuskirchengemeinde Trochtelfingen
Die Christuskirchengemeinde Trochtelfingen (1290) umfasst die Kernstadt und den Stadtteil Steinhilben der Stadt Trochtelfingen. Beide Orte gehörten seit dem 16. Jahrhundert zum Fürstentum Fürstenberg und blieben nach der Reformation katholisch. Nach 1806 waren diese Orte hohenzollerisch. Dann zogen auch evangelische Bewohner, jedoch überwiegend erst nach dem Zweiten Weltkrieg zu, die zunächst der Kirchengemeinde Gammertingen zugeordnet wurden. Mit Wirkung vom 1. April 1951 wurde die Kirchengemeinde Gammertingen mit anderen ehemals preußischen Kirchengemeinden von der Evangelischen Kirche der Altpreußischen Union in die württembergische Landeskirche umgegliedert. In diesem Zusammenhang wurden die Orte Steinhilben und Trochtelfingen von der Kirchengemeinde Gammertingen getrennt und der Kirchengemeinde Mägerkingen zugeordnet. 1958 wurde dann in Trochtelfingen eine eigene Kirche, die Christuskirche erbaut. Mit Wirkung vom 11. November 2007 wurde dann in Trochtelfingen für die Kernstadt Trochtelfingen mit Haid und den Stadtteil Steinhilben die selbständige Christuskirchengemeinde Trochtelfingen gebildet, die seither mit der Kirchengemeinde Mägerkingen die Gesamtkirchengemeinde Trochtelfingen bildet.

### Genkingen
Die Kirchengemeinde Genkingen (1500) umfasst den Ortsteil Genkingen der Gemeinde Sonnenbühl. Eine Kirche und Pfarrei wurde in Genkingen bereits 806 erwähnt. Sie wird als Kirche „Zu Unserer lieben Frau und St. Michael“ bezeichnet. Über die Grafen von Zollern gelangte das Patronat an das Kloster Hirsau, dann an das Kloster Zwiefalten. Um 1540 wurde die Reformation eingeführt und 1750 hatte Württemberg das Patronatsrecht inne. Die heutige Kirche wurde 1938 neu erbaut. Dabei wurde der Turm aus dem 8. Jahrhundert beibehalten.

### Gönningen
Die Kirchengemeinde Gönningen (1850) umfasst den Stadtteil Gönningen der Stadt Reutlingen. Eine Kirche und Pfarrei wurde in Gönningen 1275 erstmals erwähnt. Das Patronat der Kirche St. Peter und Paul hatte ab 1300 Württemberg, dann verschiedene Herrschaften, bevor es wieder an Württemberg kam, das die Reformation einführte. Die Chor der Kirche und der Turmunterbau stammen noch aus dem 15. Jahrhundert. Das Langhaus wurde 1842/44 erbaut.
Bis 1939 gehörte die Kirchengemeinde Gönningen zum Kirchenbezirk Tübingen. Mit Wirkung vom 1. April 1939 wurde sie in den Kirchenbezirk Reutlingen umgegliedert.

### Oferdingen
Die Kirchengemeinde Oferdingen (1230) umfasst den Stadtteil Oferdingen der Stadt Reutlingen. Eine Kirche und Pfarrei wurde in Oferdingen 1089 erwähnt. Das Patronat besaßen die Grafen von Achalm, die es an das Kloster Zwiefalten abgaben. 1332 verkaufte das Kloster den Kirchensatz an die Herren von Stein, von wo er 1356 an die Johanniterkommende Rohrdorf und 1568 schließlich an Württemberg gelangte. Bereits 1534 wurde die Reformation eingeführt. Die frühgotische Kirche St. Clemens aus dem 13. Jahrhundert brannte 1638 teilweise aus und wurde in ihrer heutigen Form 1655 wieder aufgebaut.
Bis 1939 gehörte die Kirchengemeinde Oferdingen zum Kirchenbezirk Tübingen. Mit Wirkung vom 1. April 1939 wurde sie in den Kirchenbezirk Reutlingen umgegliedert.

### Ohmenhausen
Die Kirchengemeinde Ohmenhausen (2170) umfasst den Stadtteil Ohmenhausen der Stadt Reutlingen. Kirchlich gehörte Ohmenhausen zunächst zu Reutlingen, hatte aber bereits seit dem 14./15. Jahrhundert eine eigene Nikolauskirche. 1697 wurde dort eine eigene Pfarrei errichtet. Im 19. Jahrhundert wurde die Kirche abgebrochen und 1883/85 durch den heutigen Bau von Leins ersetzt. 1959 wurde sie renoviert.

### Kirchengemeinde Pfullingen
Die Kirchengemeinde Pfullingen (7850) umfasst die Stadt Pfullingen.
Die Martinskirche am Marktplatz wurde 1162 erstmals erwähnt, hatte aber schon drei Vorgängerbauten, die bis ins 7. Jahrhundert zurückgehen. Das Patronat kam über die Achalmgrafen an verschiedene Herrschaften und wurde schließlich 1796 durch Württemberg vom Spital Nürtingen erworben. Württemberg hatte bereits 1534 die Reformation eingeführt. Die Martinskirche hat einen spätgotischen Chor von 1463 und ein Schiff von 1580. 1962 wurde die Martinskirche renoviert. Sehenswert sind unter anderem die Chorfenster von Hans Gottfried von Stockhausen (1968) und das Epitaph des Amtsbürgermeisters Johann Mayer von 1611. Der Turm ist etwa 46 Meter hoch. Zur Martinskirche gehören heute drei Pfarreien bzw. Pfarrbezirke (Mitte, West und Ost). Das Pfarramt Mitte ist an der Martinskirche ansässig. Das Pfarramt West besteht seit 1956. Für diesen Bezirk wurde 1964 die Pauluskirche als Behelfskirche erbaut; sie besteht aber heute nicht mehr. Das Pfarramt Ost befindet sich am Laiblinsplatz. Das 1982 erbaute Paul-Gerhardt-Haus am Marktplatz gegenüber der Martinskirche dient als Gemeindehaus. Hier hat auch der CVJM Pfullingen seinen Sitz.
Infolge starken Wachstums der Kirchengemeinde Pfullingen insbesondere nach dem Zweiten Weltkrieg wurden weitere Pfarreien errichtet und auch neue Kirchen und Gemeindezentren erbaut, wobei im Juli 1994 zwei eigene Kirchengemeinden gebildet wurden, die mit der Martinskirchengemeinde zur Gesamtkirchengemeinde Pfullingen zusammengeschlossen waren:
- 1967/68 entstand für die Burgwegsiedlung eine evangelische Kirche mit Gemeindezentrum mit eigener Pfarrei. 1994 wurde die selbständige Burgwegkirchengemeinde Pfullingen errichtet. Im Jahr 2000 wurde die Burgwegkirche grundlegend renoviert und modernisiert. Mit Wirkung vom 9. Juli 2001 wurde die Burgwegkirchengemeinde Pfullingen dann in Magdalenenkirchengemeinde Pfullingen umbenannt.
- 1991 erhielt der Süden Pfullingens die bislang jüngste evangelische Kirche mit Gemeindezentrum in der Stadt und eine eigene Pfarrei. 1994 wurde diese Kirchengemeinde als Thomaskirchengemeinde verselbständigt.

Zum 1. Januar 2017 wurden alle drei Einzelgemeinden aufgelöst. Sie gingen in der Gesamtkirchengemeinde auf, die gleichzeitig in Kirchengemeinde Pfullingen umbenannt wurde.

### Gesamtkirchengemeinde Reutlingen
Die Gesamtkirchengemeinde Reutlingen (23040) umfasst die Kernstadt und den Stadtteil Betzingen der Stadt Reutlingen. Sie wurde durch Bekanntmachung des Konsistoriums vom 21. März 1907 aus den beiden Teilkirchengemeinden Reutlingen und Betzingen gebildet. Später wurden weitere Kirchengemeinden aufgenommen (z. B. die Katharinen- und die Leonhardskirchengemeinde) bzw. es entstanden durch Teilung bestehender Kirchengemeinden weitere Teilkirchengemeinden innerhalb der Gesamtkirchengemeinde. So wurden z. B. durch Bekanntmachung des Oberkirchenrats vom 10. April 1958 die Kreuzkirchengemeinde aus Teilen der Leonhardskirchengemeinde sowie die Auferstehungskirchengemeinde aus Teilen der Katharinenkirchengemeinde Reutlingen gebildet. Durch weitere Bekanntmachung des Oberkirchenrats vom 8. November 1972 wurden die Grenzen der Marien-, der Auferstehungs-, der Christus-, der Katharinen-, der Kreuz- und der Mauritiuskirchengemeinde innerhalb der Gesamtkirchengemeinde Reutlingen neu festgelegt.
Die Gesamtkirchengemeinde Reutlingen ist Träger von insgesamt 10 Kindergärten.
Zur Gesamtkirchengemeinde gehören auch die Gemeinschaftsgemeinde der Süddeutschen Gemeinschaft Reutlingen und die Gemeinde Silberburg der Apis. Diese sind eigenständige Gemeinden im Rahmen der evangelischen Landeskirche in Württemberg sowie des Gnadauer Gemeinschaftsverbandes.

#### Auferstehungskirchengemeinde Reutlingen
Die Auferstehungskirchengemeinde Reutlingen (2490) umfasst den Norden der Kernstadt Reutlingen. Seit dem 19. Jahrhundert wuchs die Zahl der Gemeindeglieder in Reutlingen stark an, so dass die bestehenden evangelischen Kirchen nicht mehr ausreichten. So entstand aus dem zweiten Seelsorgebezirk der Katharinenkirchengemeinde eine weitere Gemeinde, die 1957 die Auferstehungskirche als weitere evangelische Kirche erbaute. Durch Bekanntmachung des Oberkirchenrats vom 10. April 1958 wurde gleichzeitig mit der Kreuzkirchengemeinde die selbständige Auferstehungskirchengemeinde als weitere Teilkirchengemeinde innerhalb der Gesamtkirchengemeinde Reutlingen errichtet. Das Kultusministerium hatte die neue Kirchengemeinde mit Schreiben vom 14. Dezember 1957 als Körperschaft des öffentlichen Rechts anerkannt.

#### Kirchengemeinde Reutlingen West – Betzingen
Die Mauritiuskirchengemeinde Reutlingen hat zum 1. Dezember 2013 mit der Christuskirchengemeinde fusioniert. Neuer Gemeindename: Evangelische Kirchengemeinde Reutlingen West-Betzingen (4850). Sie umfasst drei Pfarrbezirke im Stadtteil Betzingen und im Westen der Stadt Reutlingen.
Die Mauritiuskirche in Betzingen wurde 1275 erstmals erwähnt. Die heutige Kirche wurde um 1500 im spätgotischen Stil erbaut, 1505 wurde sie geweiht. 1906 erhielt sie einen neogotischen Chor. Der Turm ist noch romanisch aus dem 11. oder 12. Jahrhundert.
Durch Bekanntmachung des Konsistoriums vom 21. März 1907 schloss sich die Kirchengemeinde Betzingen mit der Kirchengemeinde Reutlingen zur Gesamtkirchengemeinde Reutlingen zusammen. Gemäß Bekanntmachung des Oberkirchenrats vom 18. April 1972 wurde die Kirchengemeinde Betzingen in Mauritiuskirchengemeinde Reutlingen umbenannt.
Seit dem 19. Jahrhundert wuchs die Zahl der Gemeindeglieder in Reutlingen stark an, so dass die Marienkirche, die Katharinenkirche und die Leonhardskirche nicht mehr ausreichten. So wurde die Christuskirche als eine der letzten Kirchen in der Zeit des Nationalsozialismus am 1. Advent 1936 durch Landesbischof Wurm eingeweiht. Sie wurde vom Architekten auch als Konzertkirche konzipiert.

#### Kirchengemeinde Reutlingen-Hohbuch
Die Kirchengemeinde Reutlingen-Hohbuch (2070) umfasst den Südwesten der Kernstadt Reutlingen, insbesondere das gleichnamige Wohngebiet und die neue Siedlung Schafstall. Sie ist die jüngste evangelische Kirchengemeinde. Als eigenständige Kirchengemeinde Reutlingen-Hohbuch wurde sie durch Bekanntmachung des Oberkirchenrats vom 7. Februar 1983 als weitere Teilkirchengemeinde innerhalb der Gesamtkirchengemeinde Reutlingen errichtet. Das Kultusministerium hatte die neue Kirchengemeinde mit Schreiben vom 17. Februar 1981 als Körperschaft des öffentlichen Rechts anerkannt.

#### Jubilatekirchengemeinde Reutlingen
Die Jubilatekirchengemeinde Reutlingen (2120) umfasst den Stadtteil Orschel-Hagen. Seit dem 19. Jahrhundert wuchs die Zahl der Gemeindeglieder in Reutlingen stark an, so dass die bestehenden evangelischen Kirchen nicht mehr ausreichten. So wurde durch Bekanntmachung des Oberkirchenrats vom 4. Januar 1964 die selbständige Kirchengemeinde Orschel-Hagen als weitere Teilkirchengemeinde der Gesamtkirchengemeinde Reutlingen errichtet. Das Kultusministerium erkannte die neue Kirchengemeinde mit Schreiben vom 5. Oktober 1964 als Körperschaft des öffentlichen Rechts an. 1967 erbaute die Kirchengemeinde Orschel-Hagen dann die Jubilatekirche. Durch Bekanntmachung des Oberkirchenrats vom 18. April 1972 wurde die Kirchengemeinde Orschel-Hagen in Jubilatekirchengemeinde Reutlingen umbenannt.

#### Katharinenkirchengemeinde Reutlingen
Die Katharinenkirchengemeinde Reutlingen (1090) umfasst die nördliche Kernstadt von Reutlingen. Eine Kapelle „St. Katharinen an dem Felde“ wird bereits 1338 erwähnt. Sie hat als Kapelle des Siechenhauses den Niedergang der benachbarten Pfarrkirche „St. Peter in den Weiden“ in der Reformationszeit überlebt und war stets durch einen „Prädikant bei den Sondersiechen“ mit einer eigenen Seelsorgestelle versehen. Die alte Katharinenkirche auf dem Friedhof „Unter den Linden“ wurde abgebrochen und die heutige Katharinenkirche von 1887 bis 1890 durch Heinrich Dolmetsch am gleichen Standort erbaut. Seit 1908 war sie Gemeindekirche mit einem eigenen Gemeindebezirk. In den 1950er Jahren wuchs durch neue Siedlungen die Bevölkerungszahl im Reutlinger Norden stark an, so dass aus dem nördlichen Teil der Katharinenkirchengemeinde 1958 die Auferstehungskirchengemeinde Reutlingen entstand. Die Katharinenkirchengemeinde hatte ein Gemeindezentrum am Vollen Brunnen in der Mittnachtstraße, das 1968 erbaut wurde. Es wird mittlerweile als Mehrgenerationenhaus genutzt und ist vom Verein Voller Brunnen e. V. angemietet. Durch Bekanntmachung des Oberkirchenrats vom 18. März 1949 hatte es eine Veränderung im Bereich der Katharinenkirchengemeinde zugunsten der benachbarten Kirchengemeinde Rommelsbach im Bereich Rappertshofen gegeben.

#### Kreuzkirchengemeinde Reutlingen
Die Kreuzkirchengemeinde Reutlingen (5540) umfasst den Süden der Kernstadt Reutlingen. Seit dem 19. Jahrhundert wuchs die Zahl der Gemeindeglieder in Reutlingen stark an, so dass die bestehenden evangelischen Kirchen nicht mehr ausreichten. So entstand innerhalb der Leonhardskirchengemeinde Reutlingen (inzwischen in der Neuen Marienkirchengemeinde aufgegangen) ein zweiter Seelsorgebezirk, der ab 1929 einen eigenen Pfarrer erhielt. Aus dem Bezirk entwickelte sich alsbald eine Gemeinde, die sich im „Haus Bethanien“ in der Friedrich-Ebert-Straße versammelte. In den 1930er Jahren wurde dieses Gebäude der Kirchengemeinde überschrieben und es fanden auch Gemeindegottesdienste der Leonhardskirchengemeinde statt. 1956/57 wurde dann die heutige Kreuzkirche als weitere evangelische Kirche in Reutlingen erbaut und durch Bekanntmachung des Oberkirchenrats vom 10. April 1958 gleichzeitig mit der Auferstehungskirchengemeinde die selbständige Kreuzkirchengemeinde als weitere Teilkirchengemeinde innerhalb der Gesamtkirchengemeinde Reutlingen errichtet. Das Kultusministerium hatte die neue Kirchengemeinde mit Schreiben vom 14. Dezember 1957 als Körperschaft des öffentlichen Rechts anerkannt. In den 1970er Jahren wurden die beiden Gemeindezentren „Ringelbach“ und „Herderstraße“ gebaut, die inzwischen verkauft sind. Durch Umbauten wurde die Kreuzkirche gleichzeitig zu einem Gemeindezentrum.

#### Neue Marienkirchengemeinde Reutlingen
Die Neue Marienkirchengemeinde Reutlingen (4880) umfasst die Altstadt und die östliche Kernstadt von Reutlingen. Die ursprüngliche Pfarrkirche Reutlingens war die Kirche St. Peter in den Weiden, 1248 St. Peter und Paul, im heutigen Friedhof „Unter den Linden“, die wohl im 8. Jahrhundert als Eigenkirche gegründet worden war. Ab 1523 schloss sich die Stadt der Reformation an. 1539 wurde die Kirche St. Peter abgebrochen und die Pfarrrechte auf die Marienkirche übertragen. Diese war durch die Bürger der Stadt als Dank für das Ende der Belagerung ab 1247 erbaut worden. Beim Stadtbrand von 1726 gingen Teile der Innenausstattung verloren. Im 18. und 19. Jahrhundert wurde sie wiederhergestellt und erneuert, so unter anderem durch Heinrich Dolmetsch von 1893 bis 1901. Seit dem 19. Jahrhundert wuchs die Zahl der Gemeindeglieder stark an, so dass bis 1905 bereits drei Pfarrbezirke an der Marienkirche errichtet wurden. Der Evangelischen Gesamtkirchengemeinde Reutlingen gehört auch die als „Citykirche“ ökumenisch genutzte Nikolaikirche im Stadtzentrum am Nikolaiplatz. Ferner wurden bis in die Mitte des 20. Jahrhunderts weitere Kirchen erbaut und Kirchengemeinden errichtet. So entstand 1894 die Leonhardskirche im Osten der Altstadt mit eigener Pfarrei und Kirchengemeinde. Diese wurde am 25. Juni 2004 aufgelöst und mit der Marienkirchengemeinde zusammengeschlossen, die dadurch den Namen Evangelische Neue Marienkirchengemeinde Reutlingen erhielt.

### Rommelsbach
Die Kirchengemeinde Rommelsbach (2320) umfasst den Stadtteil Rommelsbach der Stadt Reutlingen. Ursprünglich war Rommelsbach Filiale von Oferdingen. 1401 wurde eine Frühmesspfründe in Rommelsbach errichtet. 1568 gelangte das Präsentationsrecht an Württemberg, das die Reformation einführte. 1681 wurde eine eigene Pfarrei errichtet. Die alte Kirche in Rommelsbach brannte im Dreißigjährigen Krieg ab. 1652 wurde die heutige Kirche erbaut, die 1827 bis 1830 klassizistisch durch Friedrich Bernhard Adam Groß umgebaut und vergrößert wurde. Sie trägt heute den Namen Martin-Luther-Kirche.
Bis 1939 gehörte die Kirchengemeinde Rommelsbach zum Kirchenbezirk Tübingen. Mit Wirkung vom 1. April 1939 wurde sie in den Kirchenbezirk Reutlingen umgegliedert. Durch Bekanntmachung des Oberkirchenrats vom 18. März 1949 wurde der Bereich Rappertshofen von der Katharinenkirchengemeinde in die Kirchengemeinde Rommelsbach umgegliedert.

### Sondelfingen
Die Kirchengemeinde Sondelfingen (2910) umfasst den Stadtteil Sondelfingen und das Wohngebiet „Efeu“ der Stadt Reutlingen, das durch Bekanntmachung des Oberkirchenrats vom 8. Oktober 1968 von der Marienkirchengemeinde Reutlingen in die Kirchengemeinde Sondelfingen umgegliedert wurde. Eine Kirche und Pfarrei St. Stephanus wurde in Sondelfingen 1275 erstmals erwähnt. Die alte Kirche steht auf dem Friedhof. Sie wurde um 1500 erbaut und 1686 und 1763 erneuert. 1960 wurde jedoch an anderer Stelle die heutige Johanneskirche erbaut und die alte Stephanuskirche an die Stadt Reutlingen verkauft. Sie wird unter anderem für städtische Trauungen genutzt. Heute gibt es zwei Pfarrbezirke in Sondelfingen. Sie tragen die Bezeichnungen West und Ost.
Bis 1939 gehörte die Kirchengemeinde Sondelfingen zum Kirchenbezirk Bad Urach. Mit Wirkung vom 1. April 1939 wurde sie in den Kirchenbezirk Reutlingen umgegliedert.

### Undingen
Die Kirchengemeinde Undingen (1440) umfasst den Ortsteil Undingen der Gemeinde Sonnenbühl. Kirchlich gehörte Undingen zunächst zu Genkingen. Eine Kapelle wurde 1423 erwähnt. Die spätgotische Kirche ist im Kern noch aus dem Jahr 1487 und hat einen Ostchorturm. 1892 und 1959/60 wurde sie renoviert. Im Innern gibt es einen Marien und Nikolausaltar. 1534 wurde die Reformation eingeführt, doch erst 1892 wurde Undingen eigene Pfarrei.

### Gesamtkirchengemeinde Unterhausen-Honau
Die Gesamtkirchengemeinde Unterhausen-Honau (3310) umfasst die Ortsteile Unterhausen und Honau der Gemeinde Lichtenstein. Sie wurde am 1. Januar 2004 aus den beiden Kirchengemeinden Unterhausen und Honau gebildet.

#### Honau
Die Kirchengemeinde Honau (510) umfasst den Ortsteil Honau der Gemeinde Lichtenstein. Eine Kirche und Pfarrei St. Gallus wird 1275 erstmals erwähnt. Nach der Reformation (1534) wurde Honau vorübergehend von Unterhausen aus betreut. Die Kirche im ummauerten Friedhof ist frühgotisch, der Turm aber erst aus dem 19. Jahrhundert. Die Kirchengemeinde Honau ist auch Träger des Kindergartens Honau.

#### Unterhausen
Die Kirchengemeinde Unterhausen (2800) umfasst den Ortsteil Unterhausen und den in ihm aufgegangenen Ortsteil Oberhausen der Gemeinde Lichtenstein. Eine Kirche und Pfarrei Johannes der Täufer wird 1275 erstmals genannt. 1534 wurde die Reformation eingeführt. Die ursprünglich gotische Kirche im ummauerten Friedhof wurde später verändert, zuletzt 1953. Der älteste Teil der Kirche ist die Sakristei.
Auch in Oberhausen gibt es eine Kirche, die Erlöserkirche. Oberhausen war bis 1931 eine eigene Kirchengemeinde, die mit der Kirchengemeinde Unterhausen die Gesamtkirchengemeinde Unterhausen bildete. Durch Bekanntmachung des Oberkirchenrats vom 5. Februar 1931 wurde die Kirchengemeinde Oberhausen aufgehoben, diese mit der Kirchengemeinde Unterhausen vereinigt und somit die Gesamtkirchengemeinde Unterhausen aufgelöst.
Heute gibt es in Unterhausen (mit Oberhausen) zwei Pfarrämter (Nord und Süd), wobei das Pfarramt Süd auch die Kirchengemeinde Honau mit betreut.

### Wannweil
Die Kirchengemeinde Wannweil (2240) umfasst die Gemeinde Wannweil. Eine Kirche und Pfarrei wurde in Wannweil 1275 erstmals erwähnt. Die Kirche St. Johannes Baptista unterstand den Herren von Blankenstein und gelangte von diesen 1333 an das Spital Reutlingen, dem die Kirche 1476 inkorporiert wurde. Mit Reutlingen wurde 1530 die Reformation eingeführt. Der Kern der Kirche stammt noch aus dem 12. Jahrhundert. Der Chor wurde 1488 erbaut, das Schiff wurde 1890/91 neu erbaut. Die Kirche wurde 2005/6 innen renoviert. Aus diesem Anlass erschien ein bebilderter Kirchenführer, der im Wesentlichen von der Expertin für „Dolmetsch“-Kirchen Dr. Ellen Pietrus geschrieben wurde.
Bis 1937 gehörte auch der Wohnplatz „Bahnhof Kirchentellinsfurt“ zur Kirchengemeinde Wannweil. Durch Bekanntmachung des Oberkirchenrats vom 19. März 1937 wurde dieser in die Kirchengemeinde Kirchentellinsfurt (Kirchenbezirk Tübingen) umgegliedert.

### Willmandingen-Erpfingen
Zur Kirchengemeinde Willmandingen fusionierten 2019 die bis dahin selbständigen Gemeinden Willmandingen und Erpfingen.
Die Kirchengemeinde Willmandingen (ca. 1.100) umfasste den Ortsteil Willmandingen der Gemeinde Sonnenbühl und die Stadtteile Melchingen und Salmendingen der Stadt Burladingen. Eine Kirche St. Gallus wurde wohl 772 erbaut. Eine Pfarrei ist seit 1275 bezeugt. Das Patronat hatten die Grafen von Zollern, ab 1468 das Kloster Zwiefalten. Württemberg führte 1534 die Reformation ein und besaß ab 1750 auch die Patronatsrechte. Die heutige Kirche wurde 1903 von Heinrich Dolmetsch erbaut. Dabei wurde der Turm und Chor einer weiter nördlich liegenden Vorgängerkirche beibehalten. Hier wurden 1969 spätromanische Wandmalereien aus der Zeit um 1220 freigelegt.
Die Orte Melchingen und Salmendingen blieben nach der Reformation katholisch. Überwiegend erst nach dem Zweiten Weltkrieg zogen auch evangelische Bewohner zu. Sie wurden zunächst der Kirchengemeinde Gammertingen, welche zur Evangelischen Kirche der Altpreußischen Union gehörte zugeordnet. Mit Wirkung vom 1. April 1951 wurde die Kirchengemeinde Gammertingen mit anderen ehemals preußischen Kirchengemeinden in die württembergische Landeskirche umgegliedert. In diesem Zusammenhang wurden die Orte Melchingen und Salmendingen von der Kirchengemeinde Gammertingen getrennt und der Kirchengemeinde Willmandingen zugeordnet.
Die Kirchengemeinde Erpfingen (870) umfasste den Ortsteil Erpfingen der Gemeinde Sonnenbühl und den Stadtteil Stetten unter Holstein der Stadt Burladingen. Eine Kirche St. Maria wurde in Erpfingen wohl bereits 775, sicher jedoch 1275 erwähnt. Später wird sie auch St. Nabor genannt. Das Patronat gelangte 1418 an Württemberg, das die Reformation einführte. Die heutige Kirche wurde 1967 neu erbaut. Pfarramtlich wird die Gemeinde seit 2013 von Willmandingen mitversorgt.
Stetten unter Holstein blieb nach der Reformation katholisch. Überwiegend erst nach dem Zweiten Weltkrieg zogen auch evangelische Bewohner zu. Sie wurden zunächst der Kirchengemeinde Gammertingen zugeordnet. Diese wurde mit anderen ehemals preußischen Kirchengemeinden mit Wirkung vom 1. April 1951 von der Evangelischen Kirche der Altpreußischen Union in die württembergische Landeskirche umgegliedert. In diesem Zusammenhang wurde Stetten unter Holstein von der Kirchengemeinde Gammertingen getrennt und der Kirchengemeinde Erpfingen zugeordnet.

## Archivquellen
- Bestand: Visitationsberichte.   Landeskirchliches Archiv Stuttgart. 1581–1822.   Signatur: A 1.
- Bestand: Kirchenvisitationsakten.   Hauptstaatsarchiv Stuttgart. ca. 1601–1840.   Signatur: A 281.
- Bestand: Ortsakten [mit Digitalisaten der Pfarrbeschreibungen und Pfarrberichte (darin u. a.: Chronik, Filialverhältnisse)].   Landeskirchliches Archiv Stuttgart. ca. 1550–1923.   Signatur: A 29.
- Bestand: Ortsakten [mit Digitalisaten der Pfarrberichte (darin u. a.: Filialverhältnisse)].   Landeskirchliches Archiv Stuttgart. ca. 1924–1966.   Signatur: A 129.
- Bestand: Ortsakten [mit Visitationsberichten].   Landeskirchliches Archiv Stuttgart. ca. 1967–1989.   Signatur: A 229.
- Archivgut: Dekanatsarchive.   Landeskirchliches Archiv Stuttgart.   Signatur: F-Bestände.
- Archivgut: Pfarrarchive.   Landeskirchliches Archiv Stuttgart.   Signatur: G-Bestände.